# Station Fall
Station Fal is een station in Fall in de gemeente Søndre Land in fylke Innlandet in Noorwegen. Het stationsgebouw dateert uit 1902. Fall ligt aan Valdresbanen, die sinds 1988 gesloten is voor personenvervoer. Het station werd in 1989 buiten gebruik gesteld.